# Hasenburger Tafel

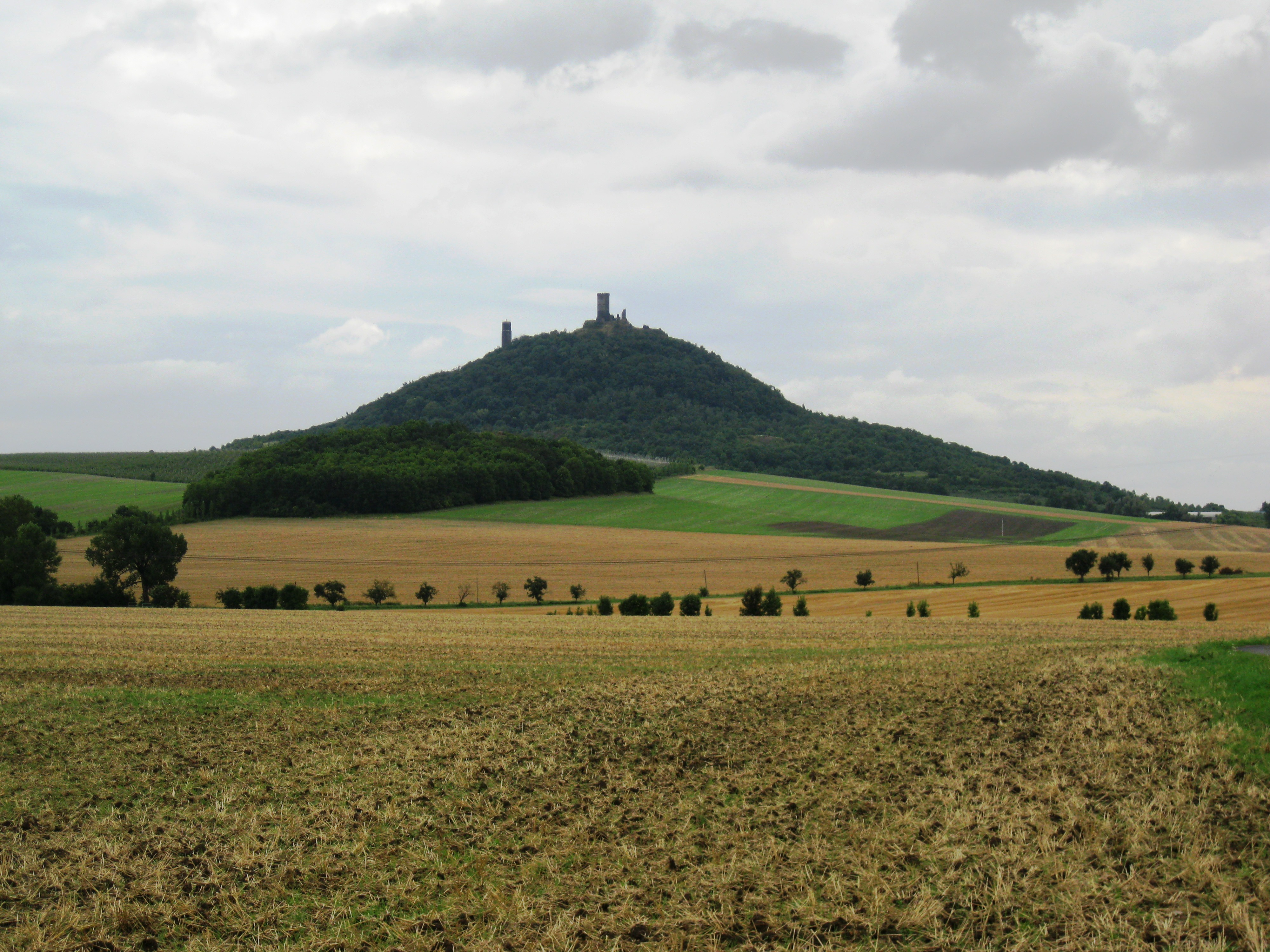
Hasenburger Tafel

Die Hasenburger Tafel (tschechisch: Hazmburská tabule; polnisch: Płyta Hazmburska) ist eine geomorphologische Einheit in Böhmen, Tschechien.
Sie ist benannt nach Hazmburk (deutsch Hasenburg), einem Kegelberg, der mit 418 m Höhe einer der markantesten Berge des Böhmischen Mittelgebirges ist und von der Ruine der gotischen Burg Hazmburk gekrönt wird. Die Silhouette des Berges gilt als das Wahrzeichen des Böhmischen Mittelgebirges. Auf der Hasenburger Tafel liegen die Orte Černiv, Chotěšov u Vrbičan, Chodovlice (in einer Hanglage der Hasenburger Tafel) und Úpohlavy.